# Heidetuin (Driebergen-Rijsenburg)

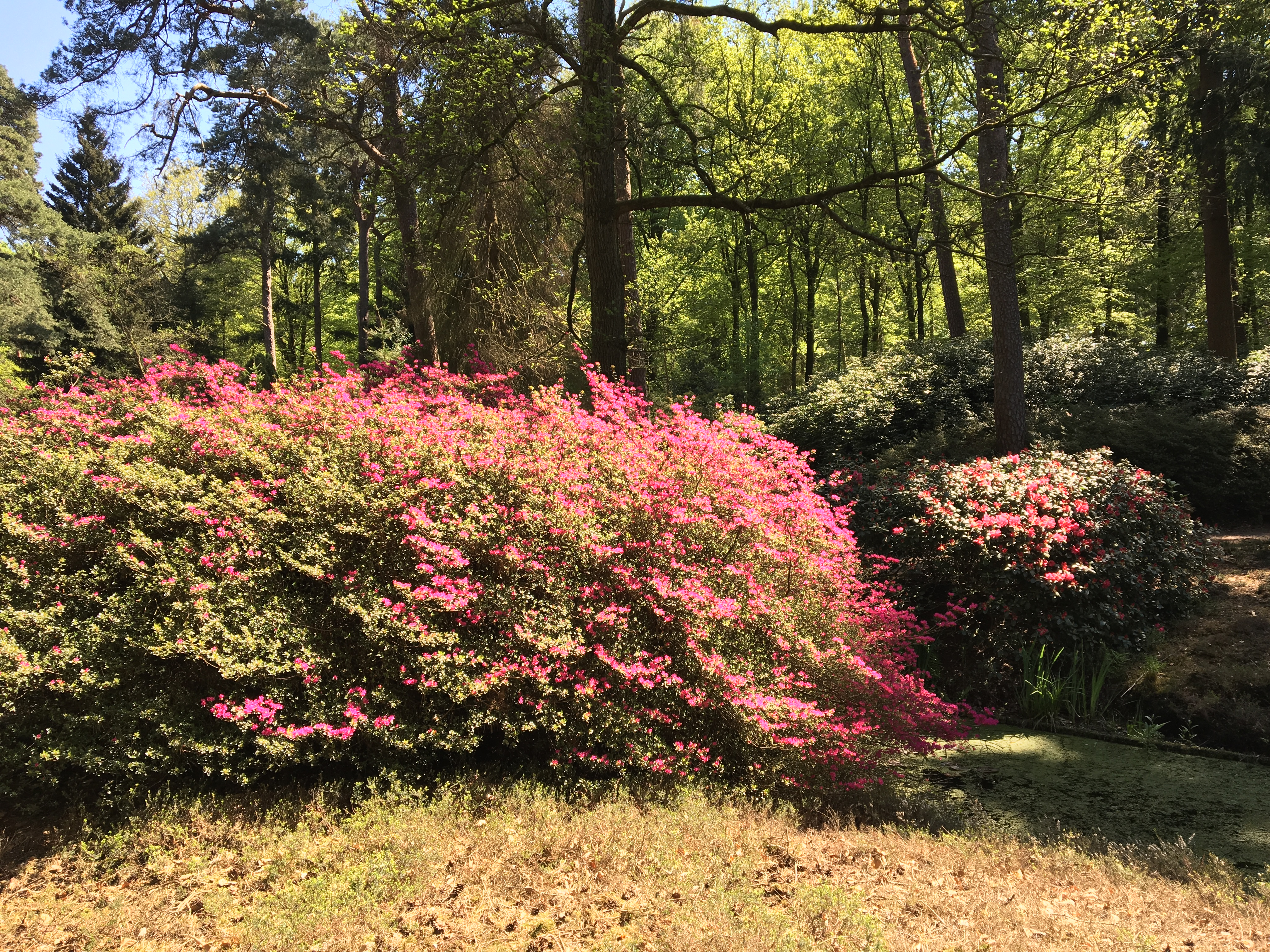
Heidetuin Driebergen-Rijsenburg in bloei (1)

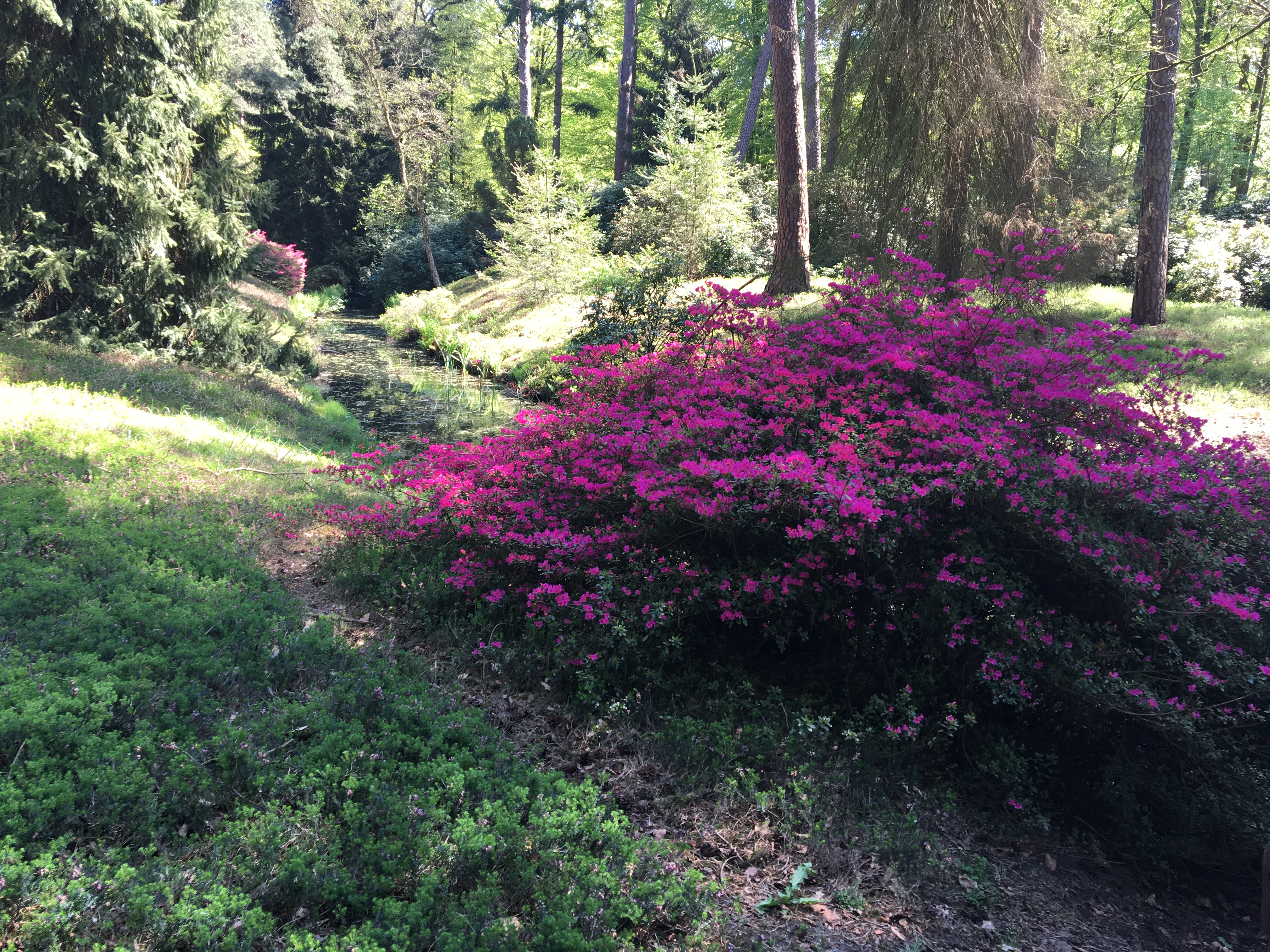
Heidetuin Driebergen-Rijsenburg in bloei (2)

De Heidetuin is gelegen in het Rijsenburgsebos in Driebergen-Rijsenburg tussen de Arnhemse Bovenweg en Wethouder Verhaarlaan. Hier zijn zo'n 150 variëteiten heide bijeengebracht.
De Heidetuin werd in 1953 na de zware februaristormen aangelegd vanwege de daardoor ontstane kale plekken in het Rijsenburgsebos. De tuin, in de vorm van een mini-heidetuin, was een inzending van Driebergen-Rijsenburg naar de Floriade van 1972, waar Driebergen-Rijsenburg met goud werd beloond en werd uitgeroepen tot heidehoofdstad van Nederland.